# 上古里希
上古里希（德語：Obergurig）是德国萨克森州的市镇，隶属于包岑县。总面积为9.82平方千米，截至2023年12月31日总人口为2,046人。